# Efter nattens bränder
Efter nattens bränder är ett samlingsalbum av Lars Winnerbäck som släpptes den 22 mars 2006 och innehåller låtar från åren 1996-2006. Albumet gavs även ut i en version med begränsad upplaga med ett texthäfte med Winnerbäcks självbiografi.

## Låtlista

### CD 1
- Stockholms kyss (Nytt spår)
- Elden
- Åt samma håll
- Kom ihåg mig
- Stort liv
- I Stockholm
- Dunkla rum
- Gråa dagar
- Där elden falnar (men fortfarande glöder)
- Nån annan
- Jag vill gå hem med dig
- Min älskling har ett hjärta av snö
- Solen i ögonen

### CD 2
- Elegi
- Hugger i sten
- Kom änglar
- Hjärter Dams sista sång
- Söndermarken
- För dig (Studio)
- Varning för ras
- Stackars
- Tvivel
- Du hade tid (Live)
- Över gränsen
- Av ingens frö
- Ingen soldat (Nytt spår)

## Singlar

### Stockholms kyss, släppt 7 juni 2006
1. Stockholms kyss

## Listplaceringar
| Lista (2006-2008) | Topplacering |
| ----------------- | ------------ |
| Sverige           | 1            |